# Andrea Dossena
Andrea Dossena (* 11. September 1981 in Lodi) ist ein italienischer ehemaliger Fußballspieler.

## Karriere
Andrea Dossena begann seine Karriere bei Hellas Verona, wo er vier Jahre als Jugendspieler verblieb. 2005 nahm ihn der Club Udinese Calcio unter Vertrag, doch er wurde zunächst für ein Jahr an den FBC Treviso ausgeliehen. Als Dossena zurückkehrte, spielte er für Udinese Calcio in der 2006/07 Saison der Serie A und nahm in den folgenden zwei Jahren an 63 Spielen teil. Am 18. Oktober 2007 spielte er erstmals in der italienischen Nationalmannschaft bei einem Freundschaftsspiel gegen Südafrika. Am 4. Juli 2008 unterschrieb Andrea Dossena einen Vierjahresvertrag beim FC Liverpool mit einer nicht bekannt gegebenen Ablösesumme. Er wurde als Ersatz für John Arne Riise verpflichtet, welcher zum AS Rom wechselte. Im Januar 2010 wechselte Dossena zurück nach Italien und unterschrieb beim SSC Neapel einen Vertrag bis 2014. Die Ablösesumme soll rund fünf Millionen Euro betragen haben.
Am 2. September 2013 wechselte Dossena bis zum Saisonende auf Leihbasis zum Premier-League-Klub AFC Sunderland. Nach einer Spielzeit und lediglich sieben Ligaeinsätzen war Dossena zunächst vereinslos. Im November 2014 schloss er sich Leyton Orient in der Football League One an. Im Sommer 2015 folgte dann der Wechsel zum FC Chiasso in die Schweiz. Im Sommer 2016 wurde Dossena jedoch erneut vereinslos, als sein Vertrag aufgelöst wurde. Im Februar 2017 einigte er sich mit Piacenza Calcio 1919 auf eine Zusammenarbeit.

## Erfolge
- Italienischer Pokalsieger: 2011/12